# Hjelmbjergene
Hjelmbjergene är en bergskedja i Grönland (Kungariket Danmark). Den ligger i den östra delen av Grönland, 1 500 km nordost om huvudstaden Nuuk.
Hjelmbjergene sträcker sig 22,7 km i sydostlig-nordvästlig riktning. Den högsta punkten är 1 677 meter över havet.
Topografiskt ingår följande toppar i Hjelmbjergene:
- Bøggild Bjerg
- Harder Bjerg
- Smith Woodward Bjerg
- Stensiø Bjerg